# Julie Ertz
Julie Johnston Ertz (* 6. April 1992 als Julie Beth Johnston in Phoenix, Arizona) ist eine ehemalige US-amerikanische Fußballnationalspielerin, die zuletzt in der Saison 2023 für den Angel City FC spielte. Ertz begann zunächst in der Abwehr und gewann auf dieser Position 2012 den U-20-WM-Titel und mit der Nationalmannschaft 2015 die Weltmeisterschaft. Später wechselte sie ins zentrale Mittelfeld, wo sie 2019 den WM-Titel verteidigte. Nach der WM 2023 erklärte sie ihren Rücktritt aus der Nationalmannschaft.

## Karriere

### Verein
Ertz spielte während ihres Studiums an der Santa Clara University für das dortige Hochschulteam, die Santa Clara Broncos. Beim College-Draft zur NWSL-Saison 2014 wurde sie in der ersten Runde an dritter Stelle von den Chicago Red Stars gedraftet und debütierte dort am 19. April 2014 im Heimspiel gegen die Western New York Flash. In diesem Spiel erzielte Ertz mit dem Siegtreffer zum 1:0 auch ihr erstes Tor im Profibereich.
Im Dezember wurde sie an den neuen NWSL-Verein Angel City FC verkauft. Am 31. August 2023 gab Ertz ihr sofortiges Karriereende bekannt.

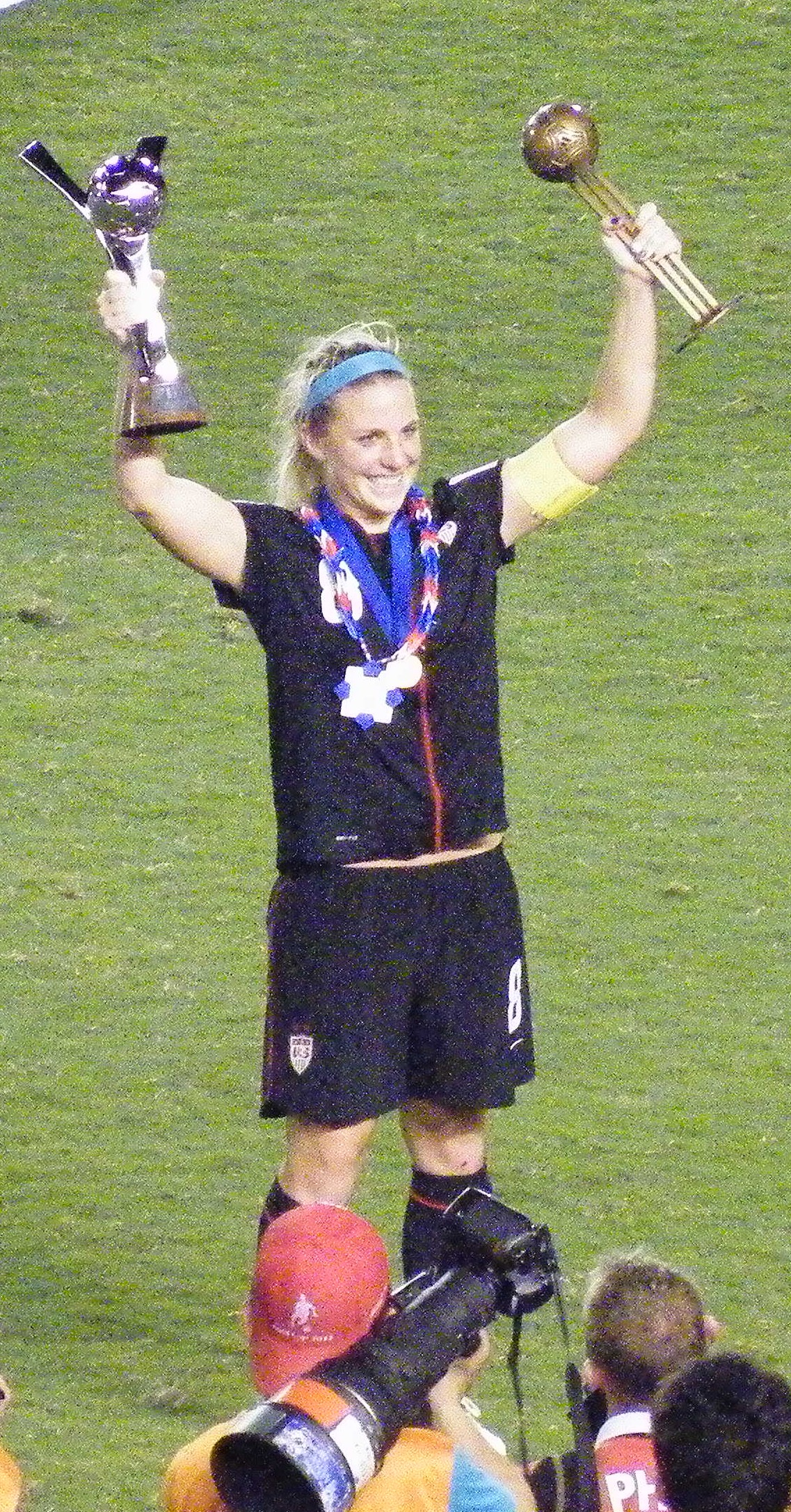
Ertz nach dem Gewinn der U-20-WM 2012.

### Nationalmannschaft
Ertz spielte für die U-15, U-18, U-20- und U-23-Mannschaften der USA und nahm unter anderem an der U-20-Weltmeisterschaft 2012 teil, bei der sie mit ihrer Mannschaft den Titel gewinnen konnte und persönlich als drittbeste Spielerin des Turniers hinter Dzsenifer Marozsán und der Japanerin Hanae Shibata mit dem Bronzenen Ball ausgezeichnet wurde.
Am 9. Februar 2013 kam sie bei einem Freundschaftsspiel gegen Schottland erstmals für die A-Auswahl der USA zum Einsatz.
2015 nahm sie mit den USA am Algarve-Cup teil und erzielte beim 2:0-Sieg im Finale gegen Frankreich ihr erstes Länderspieltor.
Ertz wurde auch für den US-Kader der WM-2015 berufen. Sie kam in allen sieben Spielen zum Einsatz und verpasste keine Minute. Nach dem Gruppenspiel gegen Nigeria wurde sie als „Spielerin des Spiels“ ausgezeichnet. Im Halbfinale verursachte sie durch ein Foul an Alexandra Popp im Strafraum einen Elfmeter, den Célia Šašić aber nicht verwandeln konnte. Ertz hatte Glück, dass die Schiedsrichterin das Foul nicht als Notbremse wertete und sie daher nur die Gelbe Karte erhielt. Im Finale gegen Japan wurde sie vor dem ersten Gegentor ausgespielt und dann unterlief ihr ein Eigentor zum zwischenzeitlichen 4:2. Doch am Ende konnte sie mit ihrer Mannschaft einen 5:2-Sieg und den Gewinn des WM-Titels bejubeln. Schon vor dem Finale wurde sie für den Preis der besten Spielerin nominiert, den dann ihre Mitspielerin Carli Lloyd erhielt.

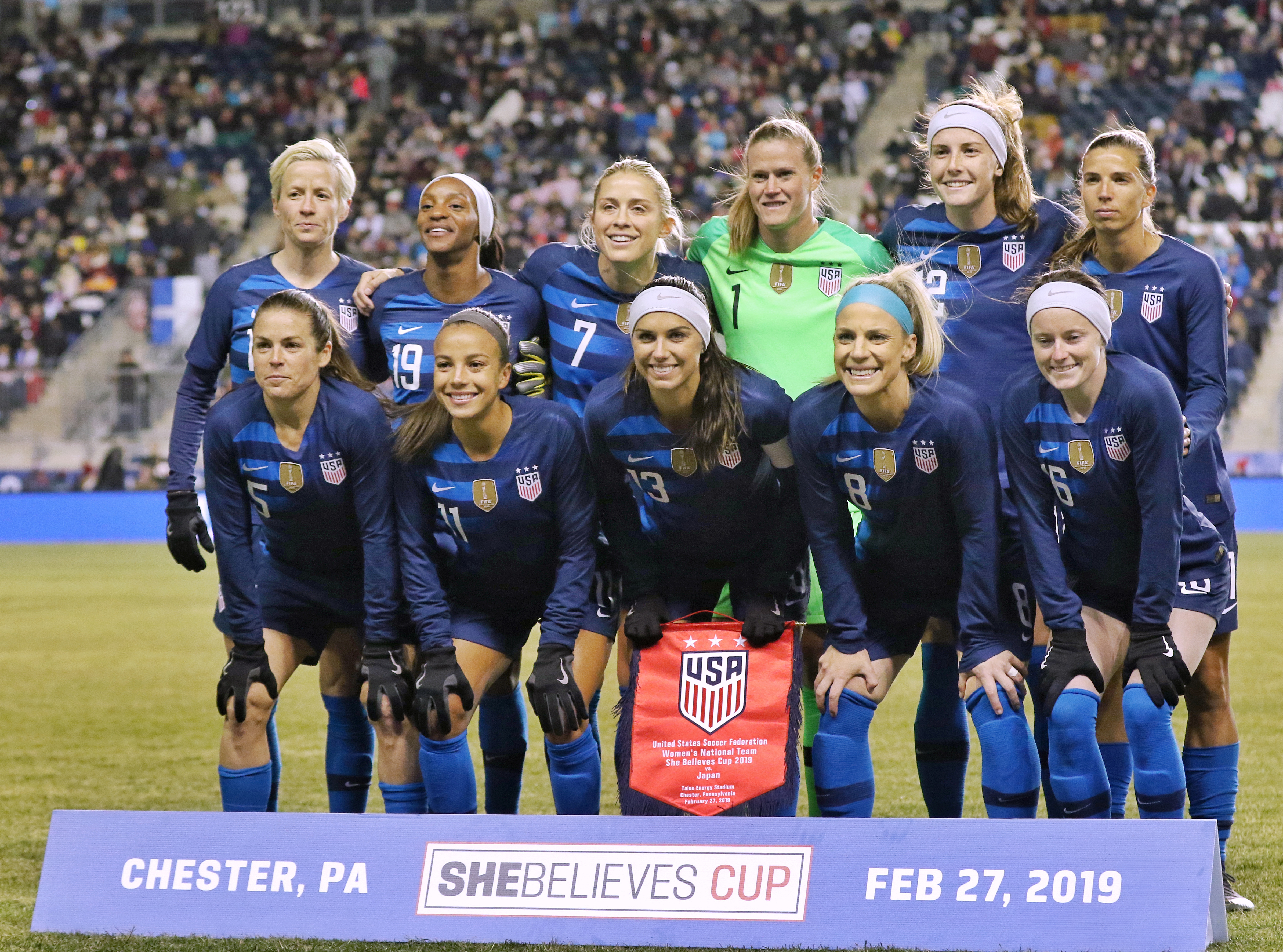
Ertz (vorne, 2. von re., Nr. 8) mit der Nationalmannschaft vor dem Spiel gegen Japan am 27. Februar 2019

Ertz gehörte ebenfalls zum Kader für das Qualifikationsturnier für die Olympischen Sommerspiele 2016, das die USA gewannen, und kam in vier Spielen zum Einsatz. Beim olympischen Turnier wurde sie im Gruppenspiel gegen Neuseeland und im Viertelfinale gegen Schweden eingesetzt. Dieses wurde im Elfmeterschießen verloren, wodurch die USA erstmals das Halbfinale verpassten. Insgesamt hatte sie 2016 neunzehn Einsätze. 2017 kam sie nur auf zwölf Länderspiele, wobei sie zwei Spiele aufgrund ihrer Hochzeit und anschließenden Flitterwochen verpasste. 2018 war sie dann wieder voll im Einsatz und kam auf 16 Länderspiele. Sie gewann drei Turniere, den SheBelieves Cup 2018, das Tournament of Nations 2018 und den CONCACAF Women’s Gold Cup 2018. Durch den Sieg beim Gold Cup qualifizierten sich die USA für die WM 2019. Am 1. Mai 2019 wurde sie für die WM 2019 nominiert. Bei der WM wurde sie nur im dritten Gruppenspiel gegen Schweden nicht eingesetzt. Beim 3:0-Sieg gegen Chile erzielte sie ihr erstes WM-Tor.
Am 5. März 2020 bestritt sie als 40. US-Spielerin im ersten Spiel des SheBelieves Cup 2020 ihr 100. Länderspiel.
Am 23. Juni 2021 wurde sie für die wegen der COVID-19-Pandemie um ein Jahr verschobenen Olympischen Spiele nominiert. Bei den Spielen wurde sie im ersten Gruppenspiel gegen Schweden, das nach 44 Spielen ohne Niederlage mit 0:3 verloren wurde, zur zweiten Halbzeit beim Stand von 0:1 eingewechselt. Danach spielte sie in allen weiteren Spielen über die volle Distanz und gewann mit ihrer Mannschaft die Bronzemedaille. Danach konnte sie schwangerschaftsbedingt lange nicht eingesetzt werden. Erst im April 2023 kam sie wieder zu zwei Einsätzen.
Am 21. Juni 2023 wurde sie für die WM-Endrunde nominiert, wurde in jedem der vier Spiele ihres Teams eingesetzt und schied mit der Mannschaft im Achtelfinale im Elfmeterschießen gegen die Schwedinnen aus. Nach der WM trat sie aus der Nationalmannschaft zurück.

## Erfolge
- 2012: Gewinn der U-20-Weltmeisterschaft 2012
- 2015: Algarve-Cup
- 2015: Gewinn der Fußball-Weltmeisterschaft der Frauen 2015
- Siegerin des SheBelieves Cup 2016, 2018 und 2020
- Siegerin des Tournament of Nations 2018
- Siegerin des CONCACAF Women’s Gold Cup 2018
- Gewinn der Fußball-Weltmeisterschaft der Frauen 2019
- Olympische Spiele 2020: Bronzemedaille

## Auszeichnungen
- 2012: Gewinn des Bronzenen Balls bei der U-20-Weltmeisterschaft 2012
- 2014: Rookie des Jahres
- 2015: Wahl in die NWSL Best XI
- 2015: Aufnahme in die Weltauswahl[15]
- 2016, 2017, 2018: Wahl in die NWSL Second XI[16][17]
- 2017, 2019: Fußballerin des Jahres in den Vereinigten Staaten

## Privates
Julie Ertz ist seit März 2017 mit dem Footballspieler Zach Ertz verheiratet.